# Kanton Magnac-Laval
Kanton Magnac-Laval (francouzsky Canton de Magnac-Laval) je francouzský kanton v departementu Haute-Vienne v regionu Limousin. Tvoří ho šest obcí.

## Obce kantonu
- Dompierre-les-Églises
- Droux
- Magnac-Laval
- Saint-Hilaire-la-Treille
- Saint-Léger-Magnazeix
- Villefavard